# 大比良瑞希
大比良 瑞希（おおひら みずき、1月3日 - ）は日本の女性シンガーソングライター、トラックメイカー。東京都出身。

## 略歴

### ソロ活動開始まで
幼稚園でピアノを、小学校でエレクトーンを習い、幼い頃から楽器に親しんで育つ。SMAPや嵐のコンサートを観て音楽が持つエンターテインメント性を知り、中学生で友人に誘われてギター担当としてバンド活動に参加したことから音楽を演奏する楽しさにも目覚める。
高校生になってからは作詞作曲にも取り組み、歌も自分で歌ってデモテープを作成したりバンド活動に勤しむ傍ら、エレキギターとリズムマシンだけで一人でライブ出演するなど積極的に経験を重ねた。大学卒業前後の2012年頃からバンド「ヘウレーカ」のボーカルとして活動。ヘウレーカでは約2年半でアルバムを2枚制作するも、メンバー間の方向性の違いから2014年夏に解散に至り、ソロのシンガーソングライターとしての道を歩むことになった。

### シンガーソングライターとして
バンド解散前からデモ作成などでDTMの活用はしていたものの、ソロになって本格的にバンドサウンドに限定しないアレンジやトラック作りに取り組むようになる。そんな中でバンド時代から交流のあったチェロ奏者の伊藤修平にトラックを聞かせてフィードバックをもらうようになり、結果的に伊藤をサウンド含む全体プロデューサーに迎える形で2015年3月に1st EP『LIP NOISE』をリリースした。
2015年は『LIP NOISE』の音源やミュージックビデオをきっかけに多くの人との出会いが生まれ、tofubeatsなど同世代ミュージシャンと交流が盛んになる。出会いの中の一つが契機となり同年7月のFUJI ROCK FESTIVAL出演が実現、ミュージシャンとして活動を続けていく自分自身を肯定できる経験となった。翌2016年発表の1stアルバム『TRUE ROMANCE』はEPの延長線上にある内容で、大比良のアレンジ力向上による凝ったサウンドとポップスのバランスを取った作品となっている。
2020年には2ndアルバム『IN ANY WAY』を発表。前作から約4年の間に蔦谷好位置（KERENMI）、七尾旅人、tofubeatsらとコラボレーションしてきた楽曲を収録し、「次に進もう」という意志をテーマに制作した内容となる。本作はリリース予定日がコロナウイルスの緊急事態宣言と被ったため発売延期となり、アルバムのリリースツアー開催も難しくなったため、ファンとのコミュニケーションを深めるため同年7月にファンクラブを開設した。
2022年、コロナ禍で思うように活動ができない経験をした後の『Little Woman』は、都会で生きる女性の孤独や焦りを表現した内省的なアルバムとなった。従来の「サウンドで伝えられるもの」を重視する方針から、作詞作業にコライトを取り入れるなど歌詞の物語性に注力し、アレンジは全曲異なるアレンジャーに依頼する新たなアプローチを採用した。一転2023年リリースの『HOWLING LOVE』は、より温かみを感じさせることを意識して「愛」をテーマに掲げた作品となった。
2024年、自主レーベル「Fetanu」を設立してアーティストとして表現や活動の幅を広げていく体制を整える。2025年2月には、全曲本人の作詞作曲プロデュースによる5thアルバム『After All, All Mines』をリリースした。

## 人物
スモーキーでソウルな歌声と、エレキギターを爪弾くスタイルで活動している。積極的なリリース/ライブ活動を行っており、これまでFUJI ROCK FESTIVAL・SUMMER SONIC・GREENROOM FESTIVAL・りんご音楽祭など、大型音楽フェスにも出演。
ライブではバンド編成や1人弾き語り編成など、その時々に合わせて自由自在。エレキギターを片手に全国各地でパフォーマンスする。ライブスタイルにおいては、ジェフバックリーや、同じく女性ギタリスト・シンガーソングライターである、ファイストやリアン・ラ・ハヴァスなどを敬愛している。

## ディスコグラフィ

### シングル
| リリース日     | タイトル                                                                                      | 規格品番  | 備考                     |
| -------------- | --------------------------------------------------------------------------------------------- | --------- | ------------------------ |
| 2017年8月16日  | Real Love                                                                                     | 配信      |                          |
| 2017年9月20日  | アロエの花                                                                                    | 配信      |                          |
| 2017年10月31日 | 見えない糸 ～Never Be The Lonely One～                                                        | 配信      |                          |
| 2017年11月29日 | Good Night - Xmas Remix by The Hotpantz                                                       | 配信      |                          |
| 2018年2月21日  | アロエの花 (tofubeats remix)                                                                  | 配信      |                          |
| 2018年3月14日  | 見えない糸 (STUTS remix)                                                                      | 配信      |                          |
| 2018年5月16日  | Real Love (Kai Takahashi remix)                                                               | 配信      |                          |
| 2018年10月17日 | Real Love / Real Love (Kai Takahashi Remix)                                                   | HR7S115   | 7"レコード               |
| 2018年11月14日 | いかれたBABY                                                                                  | 配信      | フィッシュマンズのカバー |
| 2018年11月21日 | 見えない糸 ～Never Be The Lonely One～ / 見えない糸 ～Never Be The Lonely One～ (Stuts Remix) | HR7S116   | 7"レコード               |
| 2018年12月12日 | アロエの花 / アロエの花(Tofubeats Remix)                                                      | HR7S117   | 7"レコード               |
| 2019年2月27日  | ミントアイス                                                                                  | 配信      |                          |
| 2019年4月3日   | SAIHATE                                                                                       | 配信      |                          |
| 2019年10月25日 | 無重力                                                                                        | 配信      |                          |
| 2019年12月25日 | Eternal My Room                                                                               | 配信      |                          |
| 2020年3月25日  | ムーンライト feat. 七尾旅人                                                                   | 配信      |                          |
| 2020年4月29日  | 甘い涙                                                                                        | 配信      |                          |
| 2021年1月20日  | ムーンライト feat. 七尾旅人                                                                   | HR7S207   | 7"レコード               |
| 2021年2月3日   | 遠回り                                                                                        | 配信      |                          |
| 2021年3月3日   | ダージリン                                                                                    | 配信      |                          |
| 2021年6月9日   | HOLIDAY (feat. Michael Kaneko)                                                                | 配信      |                          |
| 2021年10月13日 | How many                                                                                      | 配信      |                          |
| 2022年2月9日   | ダージリン (Bousi Studio Remix)                                                               | 配信      |                          |
| 2022年6月22日  | He & She「Dear My Boo (She said)」                                                            | 配信      |                          |
| 2022年6月28日  | ヴィーナス                                                                                    | 配信      | Original Loveのカバー    |
| 2022年11月16日 | TRUE ROMANCE                                                                                  | 配信      |                          |
| 2022年11月27日 | ヴィーナス                                                                                    | IMWVR1005 | 7"レコード               |
| 2023年2月22日  | LOVEBIRDS                                                                                     | 配信      |                          |
| 2023年4月26日  | Jam                                                                                           | 配信      |                          |
| 2023年7月5日   | いとしさ                                                                                      | 配信      |                          |
| 2023年8月2日   | I WANNA 罠?                                                                                   | 配信      |                          |
| 2023年9月13日  | 理想の沼 (feat. CHICO CARLITO)                                                                | 配信      |                          |
| 2024年11月20日 | How are you feeling?                                                                          | 配信      |                          |

### アルバム
| リリース日             | タイトル            | 形態 | 品番        | 備考 |
| ---------------------- | ------------------- | ---- | ----------- | ---- |
| 2016年7月6日           | TRUE ROMANCE        | CD   | MIII-0002   |      |
| RED                    |                     |      |             |      |
| 2020年6月3日           | IN ANY WAY          | CD   | UXCL-241    |      |
| 2022年3月30日          | Little Woman        | CD   | UXCL-275    |      |
| 2022年11月3日          | Little Woman        | LP   | MHJL-228    |      |
| 2023年9月27日          | HOWLING LOVE        | CD   | UXCL-308    |      |
| Fetanu（自主レーベル） |                     |      |             |      |
| 2025年2月19日          | After All, All Mine | 配信 |             |      |
| 2025年3月19日          | After All, All Mine | CD   | FETANU-2025 |      |

### EP
| リリース日   | タイトル  | 形態 | 規格品番   | 備考 |
| ------------ | --------- | ---- | ---------- | ---- |
| 2015年3月1日 | LIP NOISE | 配信 |            |      |
| 2015年7月1日 | LIP NOISE | CD   | MIII-0001  |      |
| 2018年9月5日 | unify     | CD   | DDCB-12359 |      |

### 参加作品
| リリース日     | アーティスト | タイトル                                        | 収録アルバム |
| -------------- | ------------ | ----------------------------------------------- | ------------ |
| 2018年1月16日  | CUBEDEM      | Gather the light（feat. 大比良瑞希）            |              |
| 2019年6月21日  | KERENMI      | からまる feat. 大比良瑞希                       | 1            |
| 2020年10月21日 | 尾崎裕哉     | つかめるまで（feat. 大比良瑞希）                | Golden Hour  |
| 2020年10月21日 | 尾崎裕哉     | 音楽が終わる頃（feat. 大比良瑞希）              | Golden Hour  |
| 2020年12月2日  | DJ HASEBE    | 幻じゃない海辺 feat. 大比良瑞希 & KEISUKE SAITO |              |
| 2021年9月29日  | am8          | Scala ft. Mizuki Ohira + KIKI TAM               |              |
| 2022年6月29日  | FRISCO       | a touch of magic feat. Mizuki Ohira             |              |
| 2022年9月14日  | 七尾旅人     | ドンセイグッバイ（feat. 大比良瑞希）            | Long Voyage  |
| 2023年6月7日   | Slowly       | Drippin' Summer feat. Mizuki Ohira              |              |